# 사브리나 클라우디오
사브리나 클라우디오(Sabrina Claudio, 1996년 9월 19일 ~ )는 미국의 싱어송라이터이다.

## 음반 목록

### 정규 앨범
- No Rain, No Flowers (2018)

### 믹스테잎
- About Time (2017)

### EP
- Confidently Lost (2017)